# Литература Непала

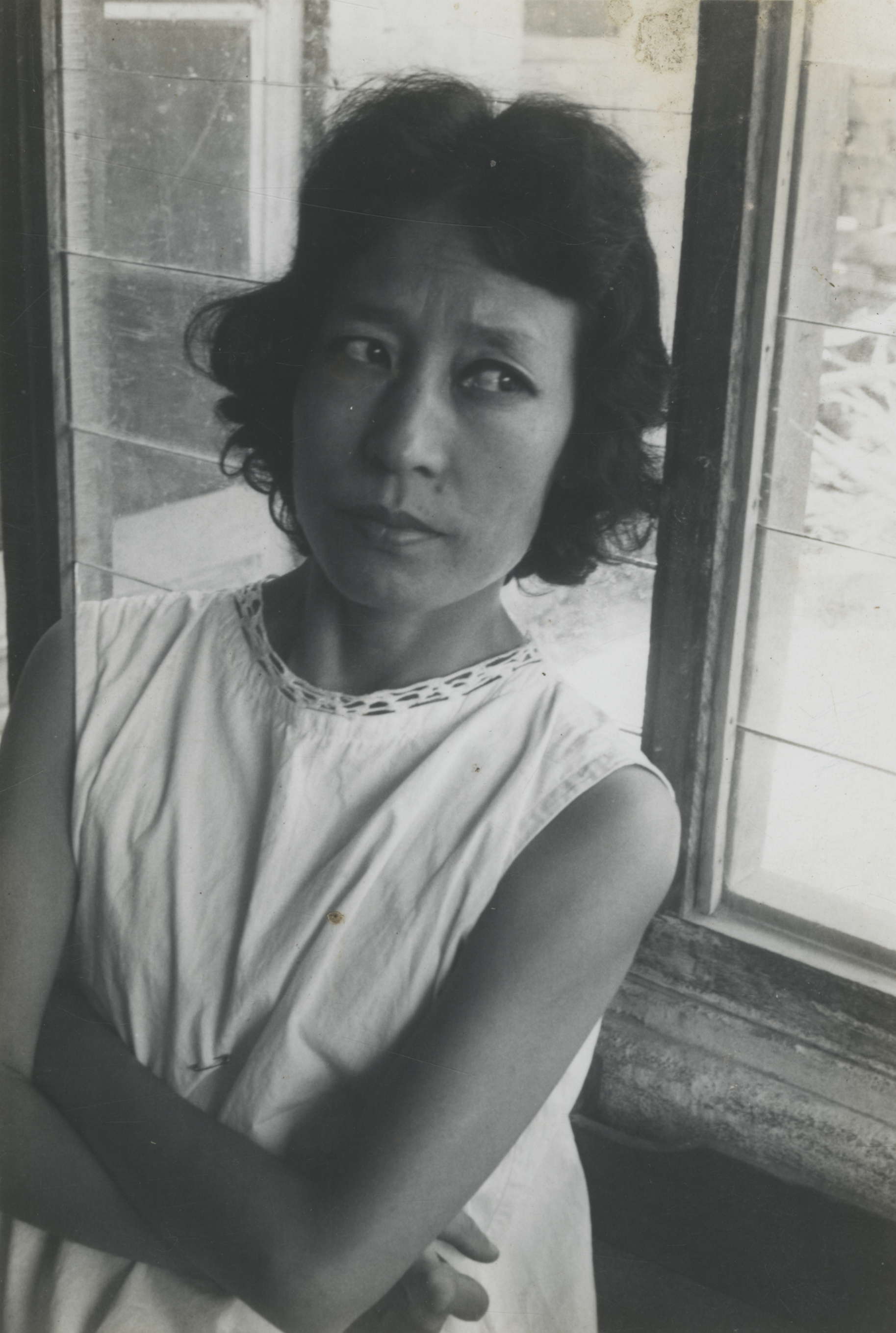
Паризат, одна из ведущих женских фигур в непальской литературе

Непальская литература — литература Непала на древних и современных языках страны. Самые ранние памятники непальской литературы датируются серединой первого тысячелетия нашей эры. Они представляют собой санскритские надписи на каменных плитах. Первые попытки использования непальского языка в литературе относятся к 17-18 векам. В связи с утверждением в XIX веке непальского языка в качестве государственного, начинается становление на нём непальской литературы. Новый этап развития литературы Непала связан с именами Бханубхакты Ачарьи (1812—1868) и Сиддхидаса Махаджу (1867—1929), которые перевели на непальский язык «Рамаяну».
Подъёму непальской литературы в XX веке во многом способствовал основанный в 1934 году в Катманду литературно-художественный журнал «Шарада» («Лютня»). Одним из ведущих непальских поэтов XX века считается Лакшмипрасад Девкота (1908—1958).